# Pavel Janský
Pavel Janský (17. ledna 1929, Praha – 20. ledna 2006, Praha) byl český básník, novinář a překladatel.

## Život
Jeho otcem byl spisovatel a divadelní kritik Emanuel Janský. Pavel Janský maturoval roku 1948 na gymnáziu v Praze. V roce 1949 dostal deset let v procesu s nelegální studentskou organizací Strana práce. Vězněn byl na Pankráci, na Borech i v uranovém lágru v Jáchymově. Propuštěn byl roku 1954, když dostal milost od prezidenta Antonína Zápotockého, o niž požádal básník Jaroslav Seifert. Poté se nějaký čas živil jako pomocný dělník. V roce 1956 se stal redaktorem Státního zdravotnického nakladatelství, pracoval zde do roku 1958. Poté byl knihovníkem v Divadelním ústavu (1959–1963), kulisákem v Městských divadlech pražských (1964–1968), redaktorem týdeníku Nové knihy (1968–1970) a zaměstnancem reklamní agentury (1970–1991). V roce 1991 odešel do důchodu. V letech 1956–1963 psal divadelní recenze do Zemědělských novin. První básně publikoval roku 1963 v časopise Plamen. V roce 1967 mu vyšla básnická sbírka Hlavou dolů. Druhá sbírka, Území tekutých písků, kolovala od roku 1975 v samizdatových kruzích, v roce 1982 ji pak vydalo exilové nakladatelství Daniela Strože v Mnichově. Překládal rovněž z angličtiny a němčiny.